# 利格茨埃姆斯站
利格茨埃姆斯站是文茨皮尔斯-图库姆斯铁路线上的一个火车站，该车站建于1931年并于当年投入使用，车站附近的居民点是利格茨埃姆村。